# Herschell Gordon Lewis
Herschell Gordon Lewis (15 juin 1926 - 26 septembre 2016) est un réalisateur, producteur et scénariste américain, largement reconnu comme le « père du cinéma gore » pour avoir créé et popularisé un sous-genre de films d'horreur extrêmement violents dans les années 1960 et 1970.
Après avoir débuté dans la réalisation de films d'exploitation, il connait une percée majeure avec Orgie sanglante (1963), considéré comme le premier film gore de l'histoire du cinéma. Ses productions, souvent réalisées avec des budgets très modestes, se caractérisent par des scènes graphiques de violence et de sang, repoussant les limites de la censure de l'époque. Parmi ses films les plus célèbres figurent 2000 Maniaques (1964) et The Wizard of Gore (1970), qui, bien qu’ayant reçu des critiques mitigées pour leur qualité artistique, sont devenus cultes en raison de leur aspect provocateur et choquant. Les films de Lewis se distinguent par un mélange unique d'horreur et d'humour noir, créant une expérience à la fois grotesque et divertissante pour les spectateurs. Il a souvent travaillé en étroite collaboration avec le producteur David F. Friedman, formant un duo emblématique du cinéma d'exploitation de l'époque. Outre son influence dans le genre de l'horreur, Herschell Gordon Lewis a également eu une carrière prolifique en tant que spécialiste du marketing direct et est l'auteur de plusieurs ouvrages sur la publicité.

## Biographie

### Jeunesse et formation
Herschell Gordon Lewis naît en 1926 à Pittsburgh en Pennsylvanie, de Geraldine (Waldman) et Emmanuel. Sa famille est juive. Son père meurt lorsque Lewis a six ans ; sa mère ne se remarie jamais. La famille de Lewis déménage ensuite à Chicago dans l'Illinois, où il passe la majorité de son adolescence. Après avoir obtenu son diplôme d'études secondaires, il reçoit une licence et une maîtrise en journalisme de l'université Northwestern à proximité d'Evanston. Quelques années plus tard, il enseigne brièvement la communication à l'université d'État du Mississippi. Il s'éloigne de sa carrière académique pour devenir directeur de WRAC Radio (WRJN (en)) à Racine dans le Wisconsin, puis plus tard directeur de studio à WKY-TV (KFOR-TV (en)) à Oklahoma City.
En 1953, Lewis commence à travailler pour l'agence de publicité d'un ami à Chicago tout en enseignant des cours de publicité de niveau supérieur le soir à l'université Roosevelt. Pendant ce temps, il commence à réaliser des publicités télévisées pour une petite société de production appelée Alexander and Associates. Il rachète ensuite la moitié de la société avec son associé en affaires Martin Schmidhofer et la renomme Lewis and Martin Films.
Il réalise un court métrage promotionnel intitulé Carving Magic, sponsorisé par Swift & Company, en 1959. Avec l'« économiste domestique » de Swift & Company, Martha Logan, le court métrage met en vedette William Kerwin (en) et Harvey Korman, qui joueront ensuite dans d'autres projets de Lewis.

### Carrière cinématographique

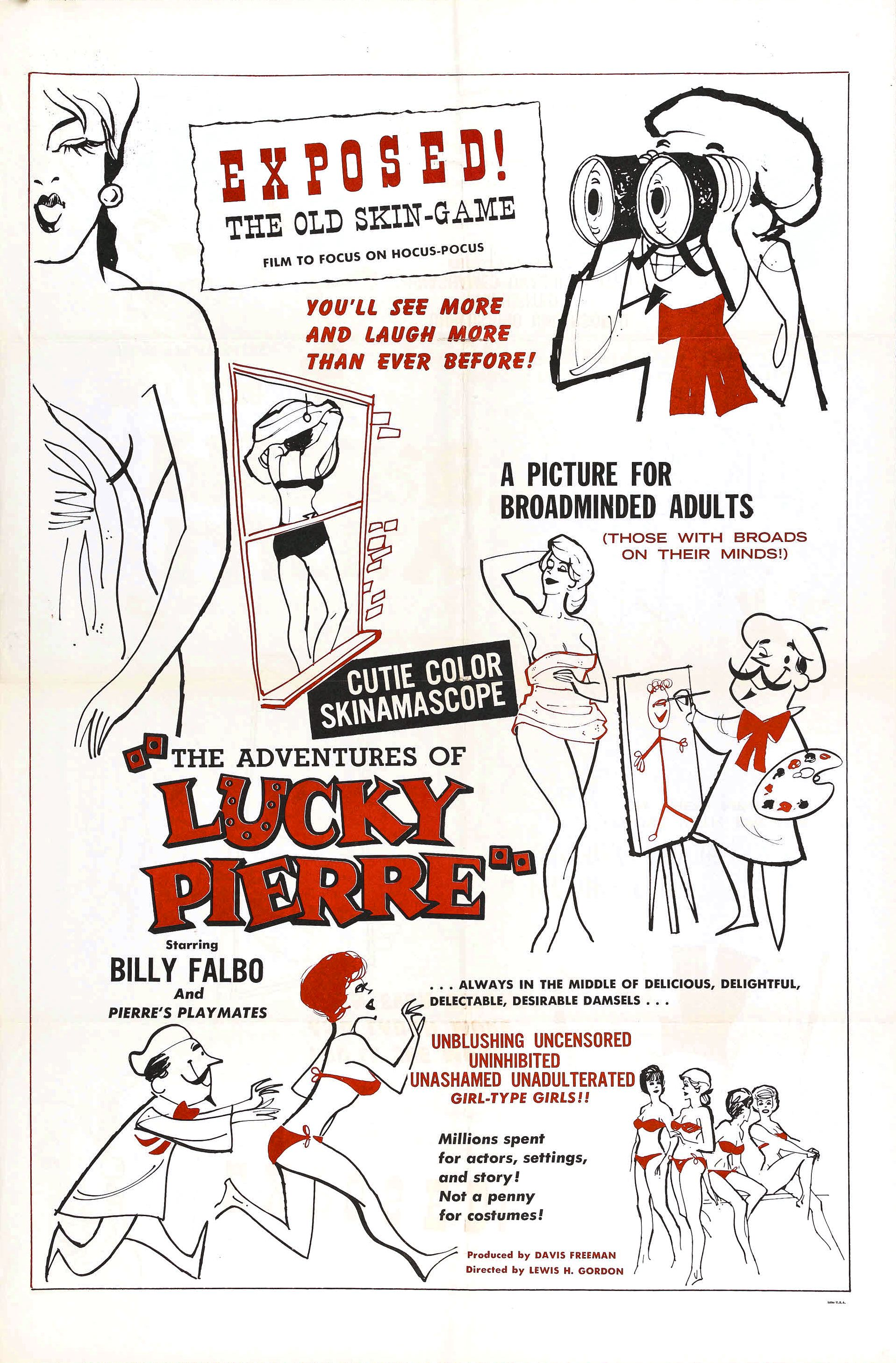
Affiche du film ' sorti en 1961.

Lewis est producteur de son premier projet cinématographique, The Prime Time (1959), qui est le premier long métrage produit à Chicago depuis la fin des années 1910. Il assume ensuite la fonction de réalisateur sur presque tous ses films. Sa première collaboration d'une longue série avec le producteur d'exploitation David F. Friedman, Living Venus (en) (1961), est un récit fictif basé sur l'histoire de Hugh Hefner et les débuts de Playboy. Les films de Lewis et Friedman sont parmi les premiers films d'exploitation, et les scènes de nudité, bien qu'édulcorées, ne sont pas vues dans les films « grand public » de Hollywood en raison de la censure imposée par le Motion Picture Production Code.
Les deux continuent avec une série de films érotiques au début des années 1960 qui marquent le début d'une approche délibérée de la réalisation de films que chaque partie respective poursuivra tout au long de leur carrière de production - des films réalisés uniquement dans l'intention de faire du profit. Typiques de ces films de nudité sont les comédies loufoques Boin-n-g! (1963) et The Adventures of Lucky Pierre (en) (1961), un film réalisé avec un budget de 7 500 $, qui deviendra le premier grand succès financier du duo ; il rapporte trois fois son budget lors de son exploitation. Parce que les restrictions cinématographiques n'ont pas encore permis les représentations sexuelles dans les films, la majeure partie du travail précoce de Lewis et Friedman consiste en des films de camps de nudistes comme Daughter of the Sun (en) (1962) et Goldilocks and the Three Bares (en) (1963), qui se présente comme le « premier (et à ce jour le seul) film musical nudiste ».
Avec le marché des films de nudité commençant à décliner, Lewis et Friedman entrent dans un territoire inexploré avec le film pionnier de 1963, Orgie sanglante, considéré par la plupart des critiques comme le premier film « gore ». En raison de la nature sans précédent de ce type de film, ils peuvent s'adresser au marché des drive-in qui aurait été inaccessible avec leurs précédents films de nudité. 2000 Maniaques (1964) et Color Me Blood Red (1965) suivent avec la même formule. Le gore en couleur présenté dans ces films provoque la sensation, et les réalisateurs de films d'horreur du monde entier deviennent désireux de saturer leurs productions avec des effets visuels tout aussi choquants.
Lewis cesse de travailler avec Friedman après avoir réalisé Color Me Blood Red, mais continue à faire des films gore dans les années 1970. Son film gore suivant n'arrive pas avant 1967, avec A Taste of Blood (en), souvent appelé le « Autant en emporte le vent du gore » en raison de sa durée relativement longue de près de deux heures. L'année suivante voit l'arrivée d'une œuvre plus extrême du genre, The Gruesome Twosome (en) (1967), surtout remarquable pour l'incorporation d'un couteau électrique utilisé pour scalper l'une des victimes.
En dehors de ses célèbres films gores, Lewis explore une large gamme d'autres genres d'exploitation tout au long des années 1960. Certains des sujets les plus tabous qu'il explore incluent la délinquance juvénile (Just for the Hell of It (en), 1968), l'échangisme (Suburban Roulette (en), 1968), la corruption de l'industrie musicale (Blast-Off Girls (en), 1967), et le contrôle des naissances (The Girl, the Body, and the Pill (en), 1967). Il réalise également des films pour enfants, Jimmy the Boy Wonder (en) (1966) et The Magic Land of Mother Goose (1967), qui sont allongés à la longueur d'un long métrage en incorporant de longs dessins animés étrangers. La plupart des films de Lewis sont disponibles à l'achat via la société de vidéo Something Weird Video (en), qui retrouve et restaure des films d'exploitation perdus et rares des années 1950, 1960 et 1970.
Lewis finance et produit presque tous ses films avec les fonds qu'il gagne grâce à sa firme publicitaire prospère basée à Chicago. Toujours ingénieux malgré les budgets limités avec lesquels il travaille, il achète les droits d'un film inachevé et le termine lui-même, le renommant Monster A Go-Go (1965). De nombreuses années plus tard, le film gagne en notoriété après avoir été diffusé dans l'émission de télévision Mystery Science Theater 3000, où les acteurs déclarent qu'il s'agit du « pire film qu'ils aient jamais fait ». Lewis répète cette formule lorsqu'il acquiert une pièce psychologique sombre appelée The Vortex et la sort sous le nom de Stick It in Your Ear (1970) pour être montrée en deuxième partie de The Wizard of Gore (1970). Cette approche démontre son sens des affaires ; en possédant les droits de distribution des deux films (ainsi que la plupart de ses longs métrages), il sait qu'il ne se fera pas escroquer par les cinémas qui manipulent les recettes du box-office, une pratique courante à l'époque.
La troisième phase gore de Lewis sert à pousser le genre dans une zone choquante encore plus extravagante. The Wizard of Gore (1970) met en scène un magicien sur scène qui mutile sévèrement ses volontaires à travers une série de tortures impitoyables. Jusqu'en 1973, Lewis repousse l'approche gore à une telle limite qu'elle commence à se moquer d'elle-même, ce qui explique pourquoi The Gore Gore Girls (1972) (avec une apparition de Henny Youngman en tant que propriétaire d'un club topless) marque sa semi-retraite du cinéma.
Au début des années 1970, il décide de quitter l'industrie cinématographique pour travailler dans la rédaction publicitaire (en) et le marketing direct, un sujet sur lequel il publie plusieurs livres dans les années 1980. Il est apparemment bien connu dans le marketing direct comme l'un des rédacteurs publicitaires directs au plus grand succès.

### Travaux ultérieurs et décès

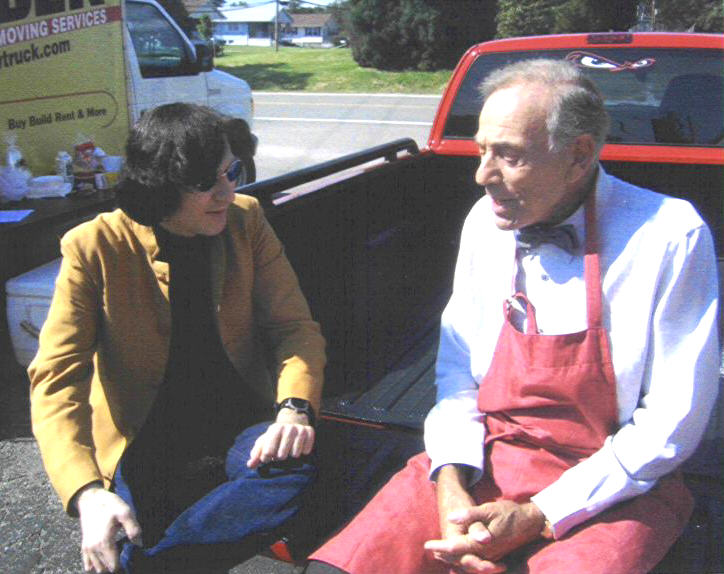
Herschell Gordon Lewis (à droite) avec Rock Savage en 2003 sur le plateau de Chainsaw Sally.

Après sa retraite du cinéma, Lewis écrit et publie plus de vingt livres au cours de sa longue carrière dans la publicité, y compris The Businessman's Guide to Advertising and Sales Promotion en 1974 et How to Handle Your Own Public Relations en 1977. Un flux lent mais constant de livres suit, qui semble se transformer en un torrent dans les années 1990. Lewis s'installe à Fort Lauderdale en Floride et fonde sa propre entreprise de publicité, Communicomp, une agence de marketing directe complète avec des clients dans le monde entier.
Il est une autorité en matière d'assiettes de collection, et, avec sa femme Margo, écrit au moins un livre sur le sujet.
Il passe trois ans en prison dans les années 1970 après avoir été condamné pour fraude.
En 2002, il sort son premier film en trente ans, Orgie sanglante 2, une suite du premier film. Il présente une apparition en caméo de John Waters, un grand admirateur de son travail.
En 2006, il est intronisé au Polly Staffle Hall of Fame. Il a alors deux projets de films en développement avec la société de production de longs métrages basée en Floride, Film Ranch International, et fait également une apparition en caméo dans le film de 2004 Chainsaw Sally, et apparait dans le premier numéro de American Carnevil, une bande dessinée créée par Johnny Martin Walters.
En 2009, il sort The Uh-Oh Show (en), un film sur une émission de jeu télévisé où les concurrents sont démembrés à chaque mauvaise réponse. La première projection a lieu le 8 novembre 2009 au festival de l'horreur Abertoir (en) à Aberystwyth au Pays de Galles, et se termine par une session de questions-réponses avec Lewis sur le film. En 2016, il fait une apparition en vedette dans Terror Toons 3 de Joe Castro : Herschell's Gory Story.
En 2009, il écrit un livre intitulé The Godfather of Gore Speaks: Herschell Gordon Lewis Discusses His Films avec le co-auteur Andrew J. Rausch.
En 2016, Arrow Films (en) sort un coffret de 7 disques intitulé The Herschell Gordon Lewis Feast incluant quatorze des films les plus essentiels de Lewis (dont neuf premières mondiales en Blu-ray). Budd Wilkins écrit à propos du coffret dans Slant Magazine, « The Herschell Gordon Lewis Feast devrait fournir des preuves suffisantes que Lewis - qui a écrit, produit, réalisé, monté et/ou composé ses propres films - mérite vraiment l'épithète d'auteur généralement accordée à des cinéastes bien plus prétentieux ».
Lewis meurt le 26 septembre 2016 à Fort Lauderdale en Floride à l'âge de 90 ans,.

## Filmographie

### Comme réalisateur
- 1960 : The Prime Time
- 1961 : The Adventures of Lucky Pierre
- 1961 : Living Venus
- 1962 : Pamela, fille du soleil (en) (Daughter of the Sun)
- 1962 : Nature's Playmates
- 1963 : Boin-n-g
- 1963 : Orgie sanglante (Blood Feast)
- 1963 : Goldilocks and the Three Bares
- 1963 : Bell, Bare and Beautiful
- 1963 : L'Écume de la terre (Scum of the Earth)
- 1964 : 2000 Maniaques (Two Thousand Maniacs!)
- 1964 : Moonshine Mountain
- 1965 : Sin, Suffer and Repent
- 1965 : Monster A Go-Go
- 1965 : Color Me Blood Red
- 1966 : Jimmy, the Boy Wonder
- 1967 : A Taste of Blood
- 1967 : The Gruesome Twosome
- 1967 : Something Weird
- 1967 : The Girl, the Body, and the Pill
- 1967 : Blast-Off Girls
- 1967 : The Magic Land of Mother Goose
- 1968 : She-Devils on Wheels (en)
- 1968 : Les Feux de la passion (Alley Tramp)
- 1968 : Suburban Roulette
- 1968 : Just for the Hell of It
- 1968 : How to Make a Doll
- 1969 : The Ecstasies of Women
- 1969 : Linda and Abilene
- 1970 : Miss Nymphet's Zap-In
- 1970 : The Wizard of Gore
- 1971 : This Stuff'll Kill Ya!
- 1972 : Year of the Yahoo!
- 1972 : Black Love
- 1972 : The Gore Gore Girls
- 1996 : The Blood Trilogy Outtakes (vidéo)
- 2002 : Orgie sanglante 2 (Blood Feast 2: All U Can Eat)
- 2009 : The Uh-oh Show

### Comme scénariste
- 1961 : The Adventures of Lucky Pierre
- 1962 : Pamela, fille du soleil (en) (Daughter of the Sun)
- 1963 : Boin-n-g
- 1963 : L'Écume de la terre (Scum of the Earth)
- 1964 : 2000 maniaques (Two Thousand Maniacs!)
- 1965 : Color Me Blood Red
- 1967 : Blast-Off Girls
- 1968 : The Psychic
- 1968 : Suburban Roulette
- 1968 : How to Make a Doll
- 1970 : Miss Nymphet's Zap-In
- 1971 : This Stuff'll Kill Ya!
- 1973 : Lemmings (vidéo)
- 1976 : Jim Bridger et Kit Carson (Bridger) (TV)
- 1976 : Wanted: The Sundance Woman (TV)
- 1977 : Barnaby and Me (TV)
- 1977 : The Shadow of Chikara
- 1979 : Old Boyfriends (en)
- 1980 : Le Cauchemar aux yeux verts (The Aliens Are Coming) (TV)
- 1981 : Dream On!
- 1987 : Police 2000 (TV)
- 2009 : The Uh-oh Show

### Comme producteur
- 1960 : The Prime Time
- 1961 : Living Venus
- 1963 : Orgie sanglante (Blood Feast)
- 1964 : Moonshine Mountain
- 1965 : Monster A Go-Go
- 1967 : A Taste of Blood
- 1967 : The Gruesome Twosome
- 1967 : The Girl, the Body, and the Pill
- 1967 : Blast-Off Girls
- 1968 : She-Devils on Wheels
- 1968 : Les Feux de la passion (Alley Tramp)
- 1968 : Suburban Roulette
- 1968 : Just for the Hell of It
- 1968 : How to Make a Doll
- 1968 : Le Temps des amants (Amanti)
- 1970 : Stick It in Your Ear
- 1970 : Miss Nymphet's Zap-In
- 1970 : The Wizard of Gore
- 1971 : This Stuff'll Kill Ya!
- 1972 : Year of the Yahoo!
- 1972 : Black Love
- 1972 : The Gore Gore Girls

### Comme directeur de la photographie
- 1961 : The Adventures of Lucky Pierre
- 1962 : Pamela, fille du soleil (en) (Daughter of the Sun)
- 1963 : Orgie sanglante (Blood Feast)
- 1963 : Bell, Bare and Beautiful
- 1963 : L'Écume de la terre (Scum of the Earth)
- 1964 : 2000 maniaques (Two Thousand Maniacs!)
- 1964 : Moonshine Mountain
- 1965 : Color Me Blood Red
- 1967 : Something Weird
- 1967 : The Magic Land of Mother Goose
- 1968 : The Psychic
- 1968 : Les Feux de la passion (Alley Tramp)
- 1969 : The Ecstasies of Women
- 1972 : Black Love

### Comme acteur
- 1961 : Living Venus : Man on street
- 1963 : Orgie sanglante (Blood Feast) : Radio Announcer (voix)
- 1963 : Goldilocks and the Three Bares : Voice Introducting Sonny Seymour (voix)
- 1963 : L'Écume de la terre (Scum of the Earth) : Narrator (voix)
- 1965 : Monster A Go-Go : Narrator (voix)
- 1967 : A Taste of Blood : The Limey Seaman / Voice of Baron Khron
- 1967 : The Gruesome Twosome : Radio Announcer (voix)
- 1967 : Something Weird : Narrator (voix)
- 1972 : Year of the Yahoo! : TV Reporter (voix)
- 2004 : Chainsaw Sally : Mr. Gordon
- 2009 : The Uh-oh Show
- 2009 : Smash Cut : Le présentateur du film
- 2010 : The Gainesville Ripper

### Comme compositeur
- 1960 : The Prime Time
- 1961 : The Adventures of Lucky Pierre
- 1963 : Orgie sanglante (Blood Feast)
- 1964 : Moonshine Mountain
- 1971 : This Stuff'll Kill Ya!
- 1972 : Year of the Yahoo!